# فرانسیس بی. استوبریج
فرانسیس بروان استوبریج (به انگلیسی: Francis Brown Stockbridge) سناتور سابق عضو حزب جمهوری‌خواه ایالات متحده آمریکا بود. وی در سال ۱۸۸۷ تا ۱۸۹۴ میلادی سناتور ایالت میشیگان در سنای ایالات متحده آمریکا بود.